# Alex Wyse (cantante)
Alex Wyse, anteriormente conocido como Alex W, seudónimo de Alessandro Rina (Turate, 16 de junio de 2000), es un cantautor italiano.

## Biografía
Nacido y criado en Turate, en la provincia de Como, Alessandro Rina tiene orígenes calabreses por parte de madre e ingleses por parte de padre. Apasionado por la música desde niño, durante su adolescencia inició un camino educativo en el extranjero en el Chesterton Community College de Cambridge, Gran Bretaña, continuando sus estudios en el British and Irish Modern Music Institute (BIMM) de Londres, donde se graduó en 2019. Una vez que regresó a Italia, comenzó su carrera como cantante, haciéndose conocido bajo el nombre artístico de "Alex Wyse".
En 2021 participó en las audiciones de la vigésimo primera edición del talent show musical Amici di Maria De Filippi emitido por Canale 5, accediendo luego a la fase inicial. En marzo de 2022 accedió a la fase vespertina del programa y en mayo del año siguiente llegó a la final, donde quedó en cuarto lugar y obtuvo el premio Oreo. Al mismo tiempo que participa en Amici lanza su primer EP, Non siamo soli, certificado oro, que incluye los sencillos Sogni al cielo (también certificado oro), Accade, Senza Chiedi permesso y Non siamo soli.
El 4 de noviembre de 2022, lanzó su álbum debut, Ciò che abbiamo dentro, que luego fue certificado oro por FIMI por más de 25 000 unidades vendidas. Del álbum se extrajeron las canciones Mano ferma, lanzada el 21 de octubre y Dire, fare, curare, lanzada el 20 de enero de 2023 en colaboración con Sophie and the Giants. En el mismo año publicó los sencillos Un po' di te y La mia canzone per te, esta última canción escrita con Ermal Meta. En 2024 lanzó los sencillos Gocce di limone y Amando si impara.
En 2024 participó en el concurso de canto Sanremo Giovani con la canción Rockstar, con la que logró clasificarse para la sección "Nuevas propuestas" del Festival de San Remo 2025, donde quedó segundo en la final celebrada el 13 de febrero durante la tercera noche.

## Discografía

### Álbumes de estudio
- 2022 – Ciò che abbiamo dentro

### EP
- 2022 – Non siamo soli

### Sencillos
- 2021 – Sogni al cielo
- 2022 – Accade
- 2022 – Senza chiedere permesso
- 2022 – Non siamo soli
- 2022 – Mano ferma
- 2023 – Dire, fare, curare (con Sophie and the Giants)
- 2023 – Un po' di te
- 2023 – La mia canzone per te
- 2024 – Gocce di limone
- 2024 – Amando si impara
- 2024 – Rockstar

## Programas de televisión
- Amici di Maria De Filippi 21 (Canale 5, 2021-2022) - concursante

## Participación en eventos de canto
- Festival de San Remo (Rai 1)
  - 2025 – 2.º puesto en la sección "Nuevas propuestas" con Rockstar
- Sanremo Giovani (Rai 1)
  - 2024 – Finalista con Rockstar

## Premios y reconocimientos
- Amici di Maria De Filippi
  - 2022 – Premio Oreo[9]